# Raoul Delgado
Raoul Junior Delgado (* 30. Juli 1993) ist ein französischer Fußballspieler.

## Karriere
Delgado spielte in der Saison 2014/15 in der fünfthöchsten französischen Spielklasse für den AC de Boulogne-Billancourt. Mit Boulogne stieg er zu Saisonende in die CFA auf.
Zur Saison 2015/16 wechselte er nach Portugal zum Zweitligisten CD Santa Clara. Für Santa Clara absolvierte er jedoch kein Spiel in der Segunda Liga. Im Januar 2016 kehrte er nach Frankreich zurück und schloss sich dem Viertligisten FCM Aubervilliers an. Für Aubervilliers absolvierte er 14 Spiele in der CFA und erzielte dabei zwei Tore.
Im Sommer 2016 kehrte er zu Boulogne-Billancourt zurück. Zur Saison 2017/18 wechselte Delgado nach Slowenien zum NK Ankaran. Sein Debüt für Ankaran in der 1. SNL gab er im Juli 2017, als er am ersten Spieltag jener Saison gegen den NK Triglav Kranj in der Startelf stand. Sein erstes Tor in der höchsten slowenischen Spielklasse erzielte er im September 2017 bei einem 1:1-Remis gegen den NK Aluminij. Mit Ankaran stieg er zu Saisonende in die 2. SNL ab.
Im August 2018 wechselte er zum österreichischen Zweitligisten SV Lafnitz. Nach der Saison 2018/19 verließ er Lafnitz. Nach mehreren Monaten ohne Verein kehrte er im Oktober 2019 zum AC de Boulogne-Billancourt zurück.